# Dicranomyia (Dicranomyia) altandina
Dicranomyia (Dicranomyia) altandina is een tweevleugelige uit de familie steltmuggen (Limoniidae). De soort komt voor in het Neotropisch gebied.